# Somália
Wergiton do Rosário Calmon, plus connu sous le nom de Wergiton Somália né le 20 septembre 1988 à Rio de Janeiro, est un footballeur brésilien, évoluant au poste de milieu de terrain.

## Biographie
Somália commence le football au Bangu AC en 2007. Après avoir effectué ses premiers matchs professionnels en 2009, il est successivement prêté au Madureira ES et au Paraná Clube afin de gagner du temps de jeu. 
En 2011, il s'exile au Ferencváros TC pour un prêt d'une saison, avant d'être définitivement transféré dans le club hongrois. Il y effectuera au total cinq saisons et inscrira 19 réalisations. 
En août 2015, il rejoint le Toulouse Football Club,.
Lors de la première moitié de saison, il s'impose progressivement en tant que titulaire et joue 15 matchs sur 21 (19 en championnat plus 2 en coupe de la Ligue). Il marque son premier but sous les couleurs toulousaines lors du 32e de finale de coupe de France face au club de CFA de Saint-Gratien.
Le 23 août 2018, il rejoint officiellement le club saoudien d'Al-Shabab Riyad après 3 années passées à Toulouse.

## Palmarès
- Vainqueur de la Coupe de la Ligue hongroise en 2013 et 2015 avec Ferencváros
- Vainqueur de la Coupe de Hongrie en 2015 avec Ferencváros
- Vainqueur de la Supercoupe de Hongrie en 2015 avec Ferencváros